# ストロンボリ島
ストロンボリ島（ストロンボリとう、イタリア語: Isola di Stromboli, シチリア語: Struògnuli, 古代ギリシア語: Στρογγύλη Strongulē） は地中海のティレニア海にある島で、エオリエ諸島に属す。行政的にはシチリア州メッシーナ県リーパリに属する。火山島であり、ストロンボリ式噴火の名前の由来にもなっている。

## 概要
ストロンボリ島には400人近くが居住する。北東部に島と同名のストロンボリ、ピシタ（Piscità）、サン・バルトロ（San Bartolo）とサン・ヴィンチェンツォ（San Vincenzo）、南西部にジノストラというフラツィオーネ（分離集落）がある。北東部とジノストラの間の移動は、海岸に道がないことから船に頼っている。
島の北東3km近くにはストロンボリッキオ島という小島があり、これはストロンボリが活動する前に存在した火山の名残（岩頸である）。この小島には海軍の灯台が建っているが現在は無人で、立ち入り禁止となっている。

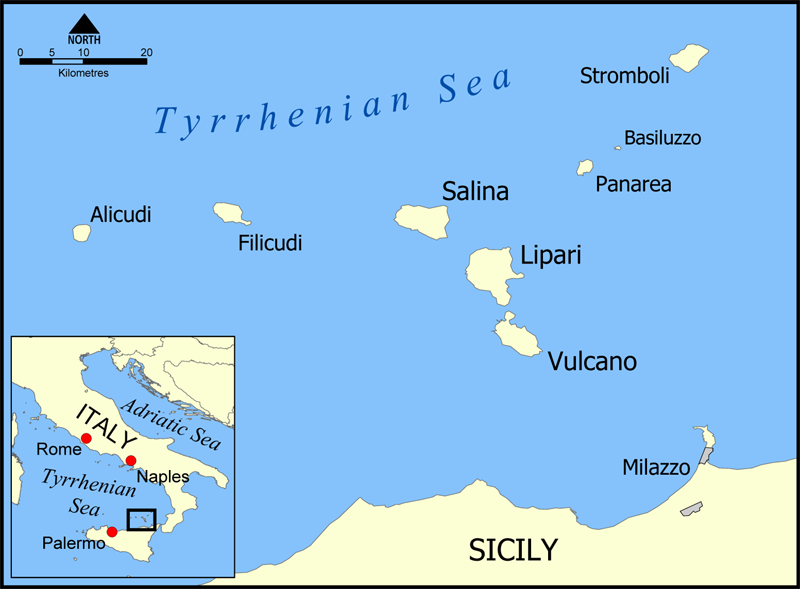
エオリア諸島、本島は右上
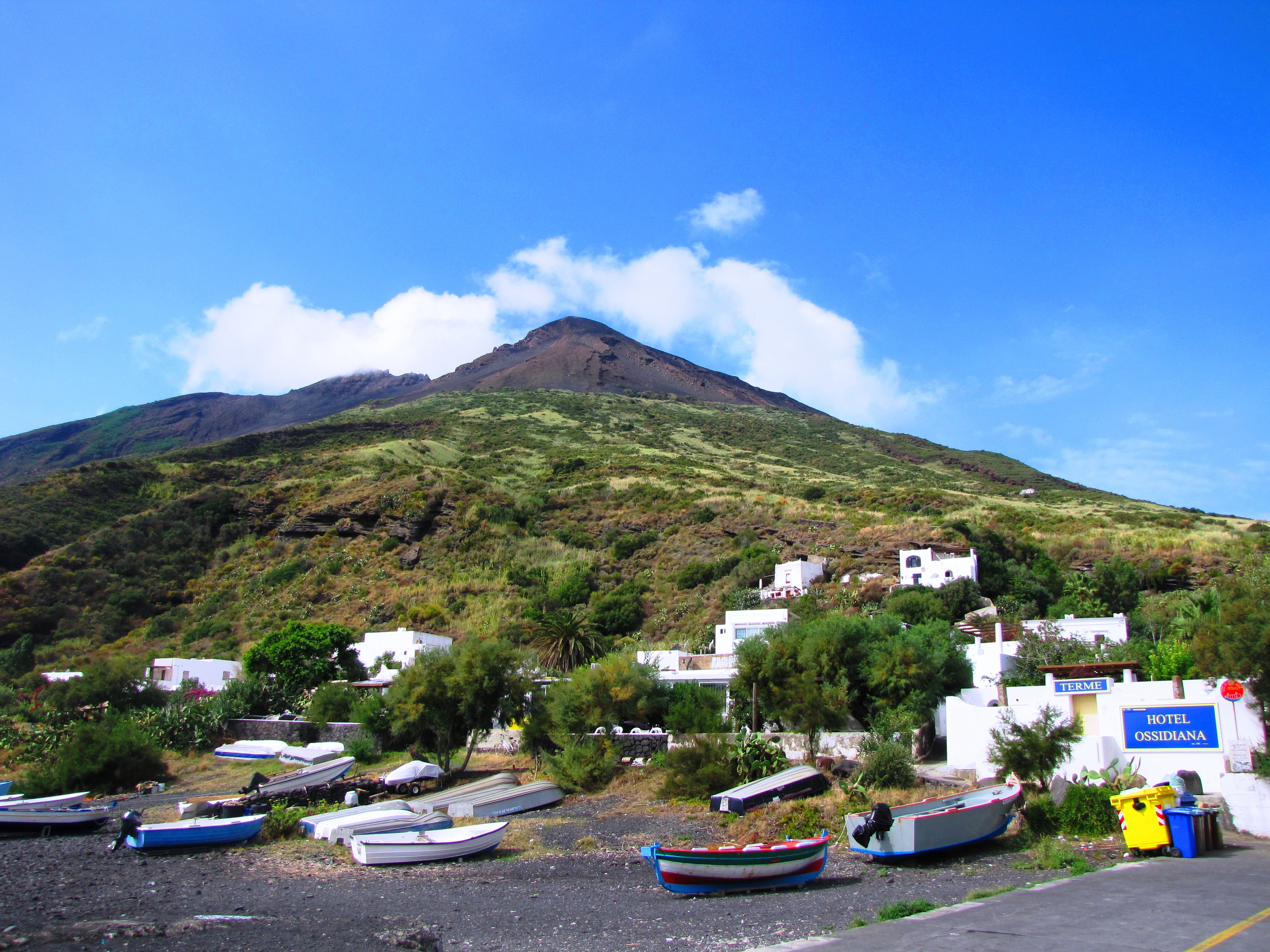
ストロンボリ町のスカーリ桟橋付近から
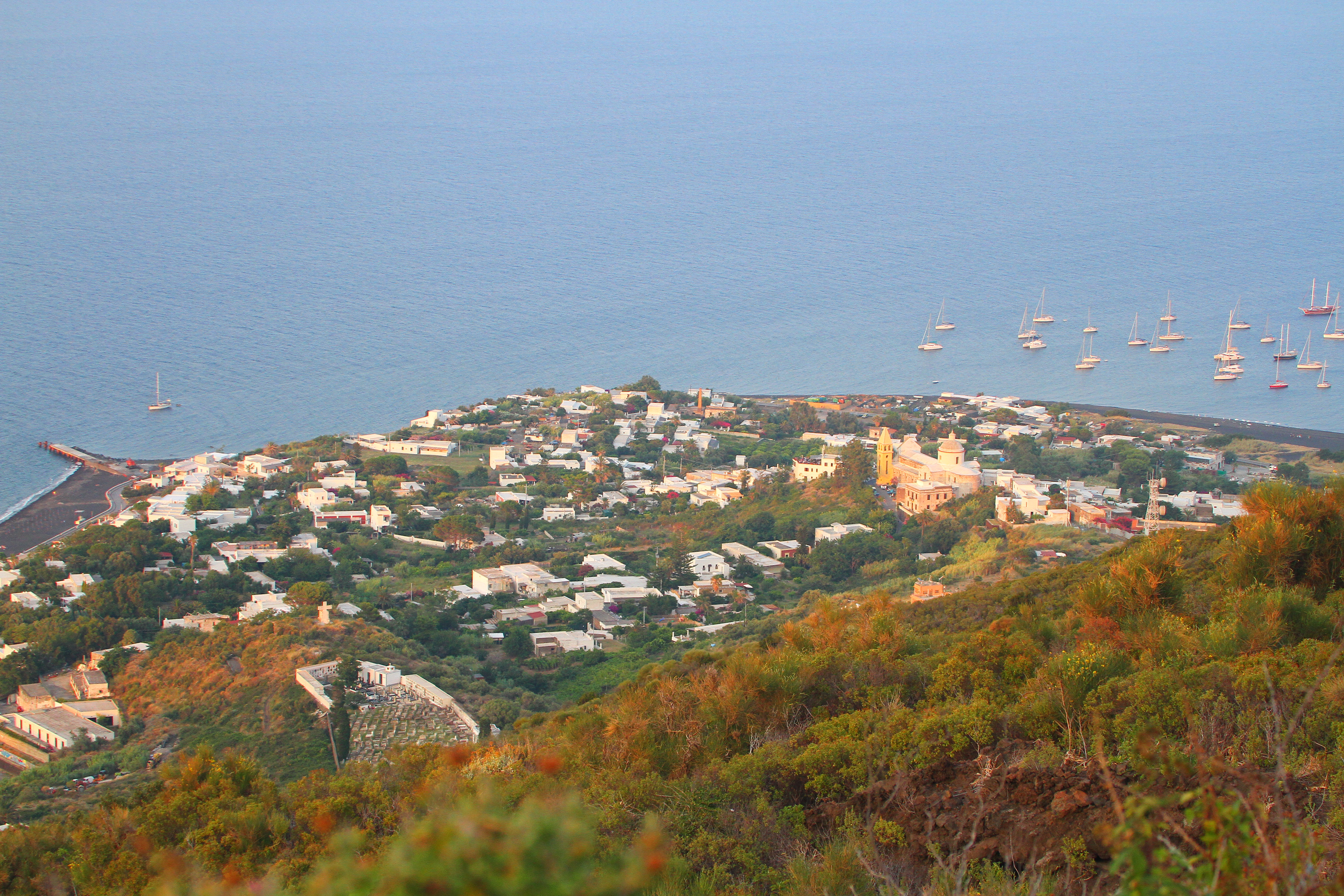
ストロンボリ町
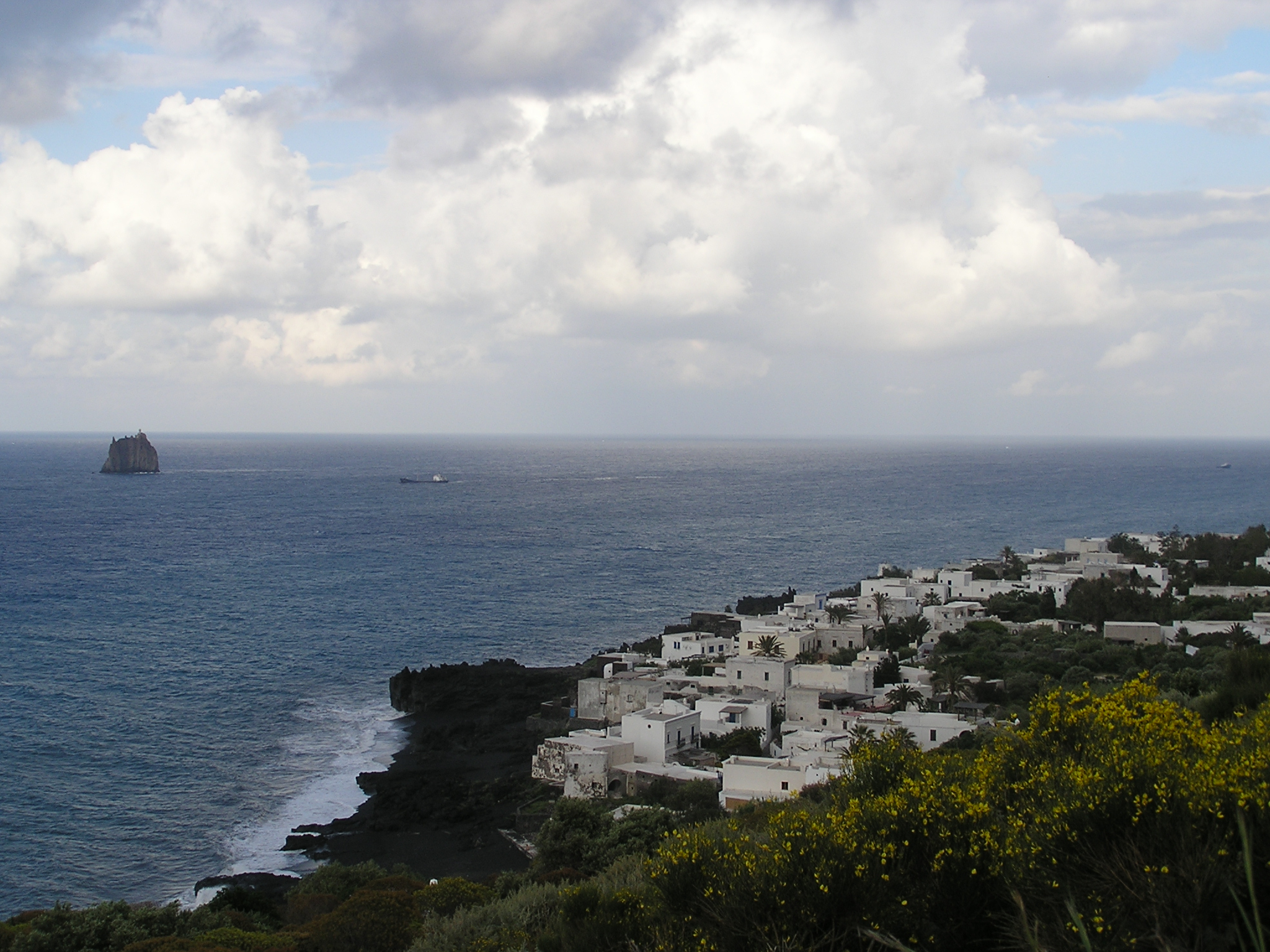
ストロンボリッキオ島とストロンボリの街並
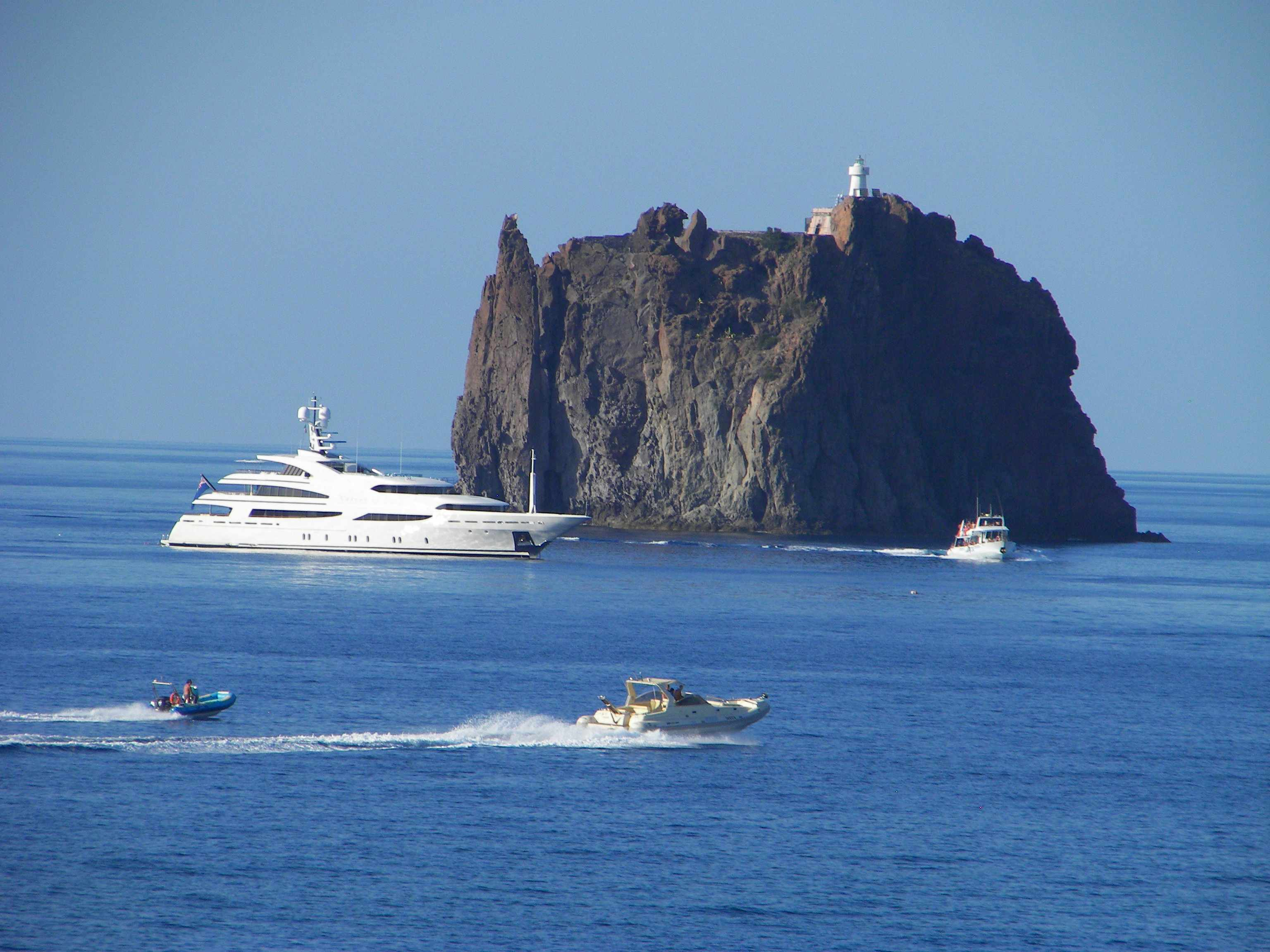
ストロンボリッキオ島

## 火山
火山島であるストロンボリ島の火山体は海面下にも2000mも続く。火山活動を始めてから1万3000年ほどと推測され、北西部には3回山体崩壊を起こした跡のシャーラ・デル・フオーコ（Sciara del fuoco, イタリア語で「火走り」）という海底まで伸びる深い谷がある。
溶岩を火口周辺に吹き上げる噴火が特徴で、火山学では同様の噴火形式をストロンボリ式噴火と名づけた。夜間でも噴火のために目立ち、｢地中海の灯台｣とも呼ばれている。通年途切れなく活動している。そのため、噴火を間近で見ようと訪れる観光客も多い。だが、約10年に一度の割合で、ブルカノ式噴火を起こしたり溶岩流を噴出することがある。
2013年1月14日の噴火では溶岩流が発生した。
2019年7月-8月の噴火では、数回のブルカノ式噴火を起こし大きな噴煙を上げて火砕流も起こしている。7月4日の噴火ではハイキング客1人が死亡した。

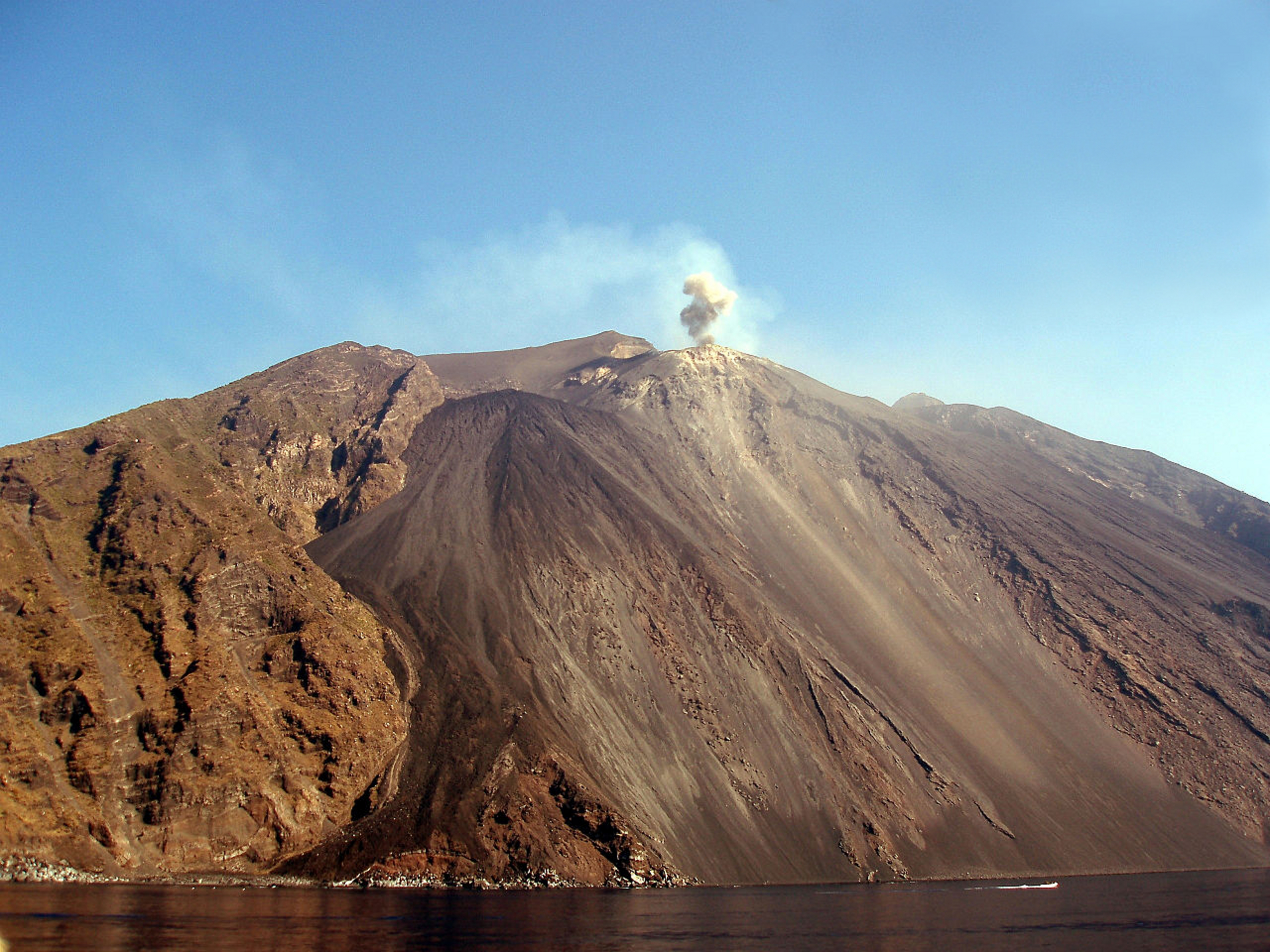
シアーラ・デル・フオーコ谷、2006年
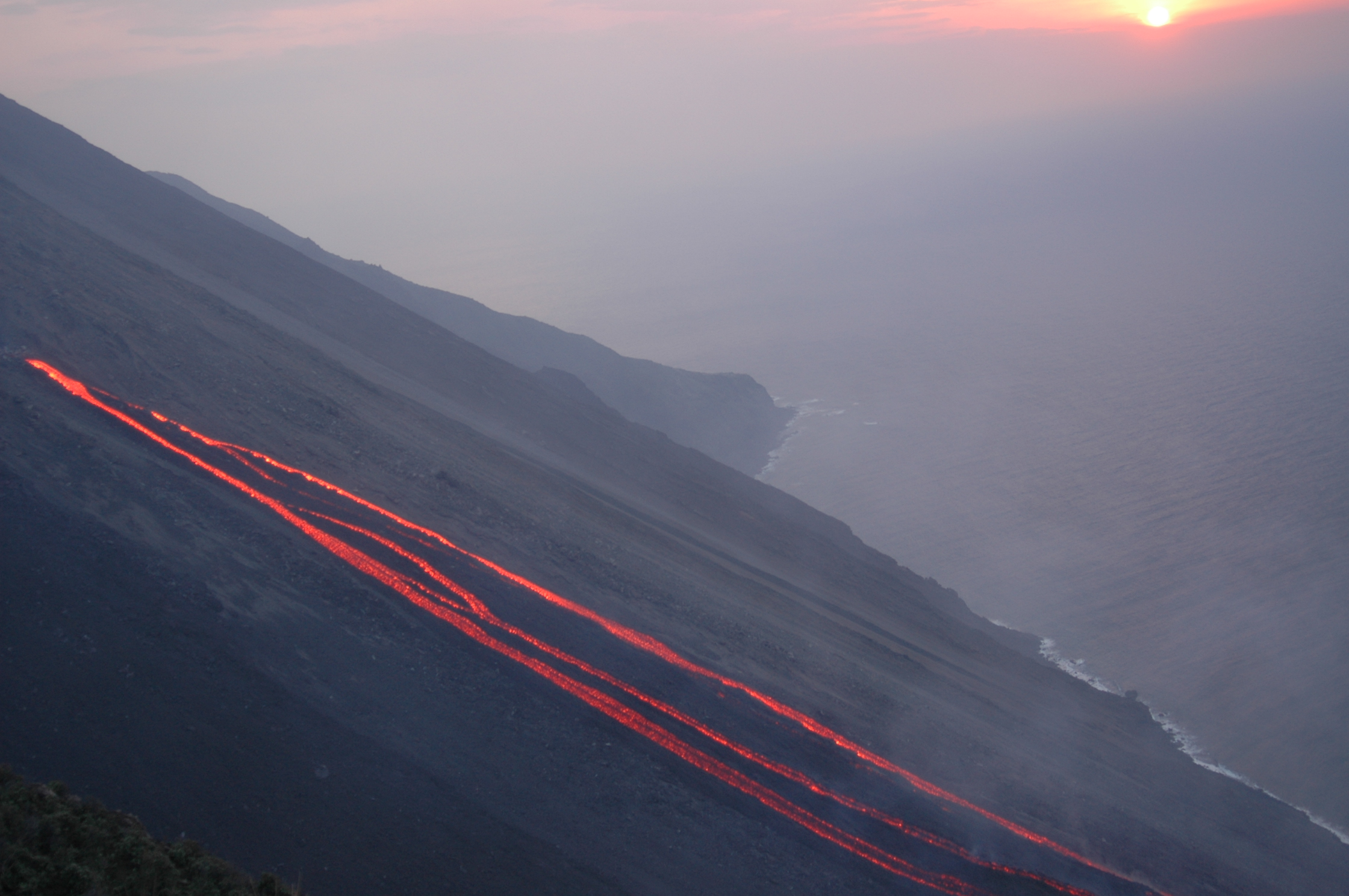
シアーラ・デル・フオーコ谷、2007年
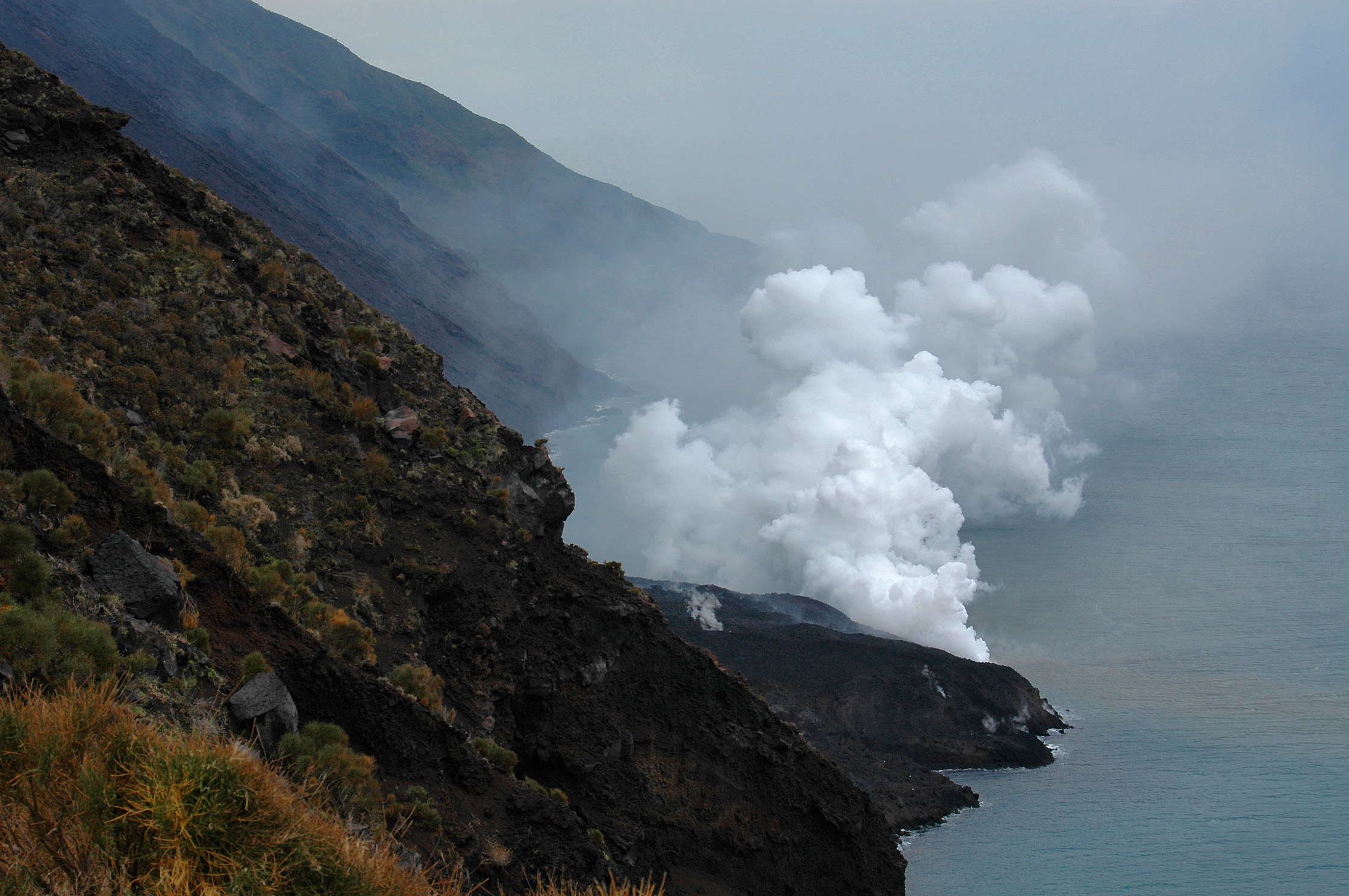
溶岩流が海に達し水蒸気を上げている、2007年
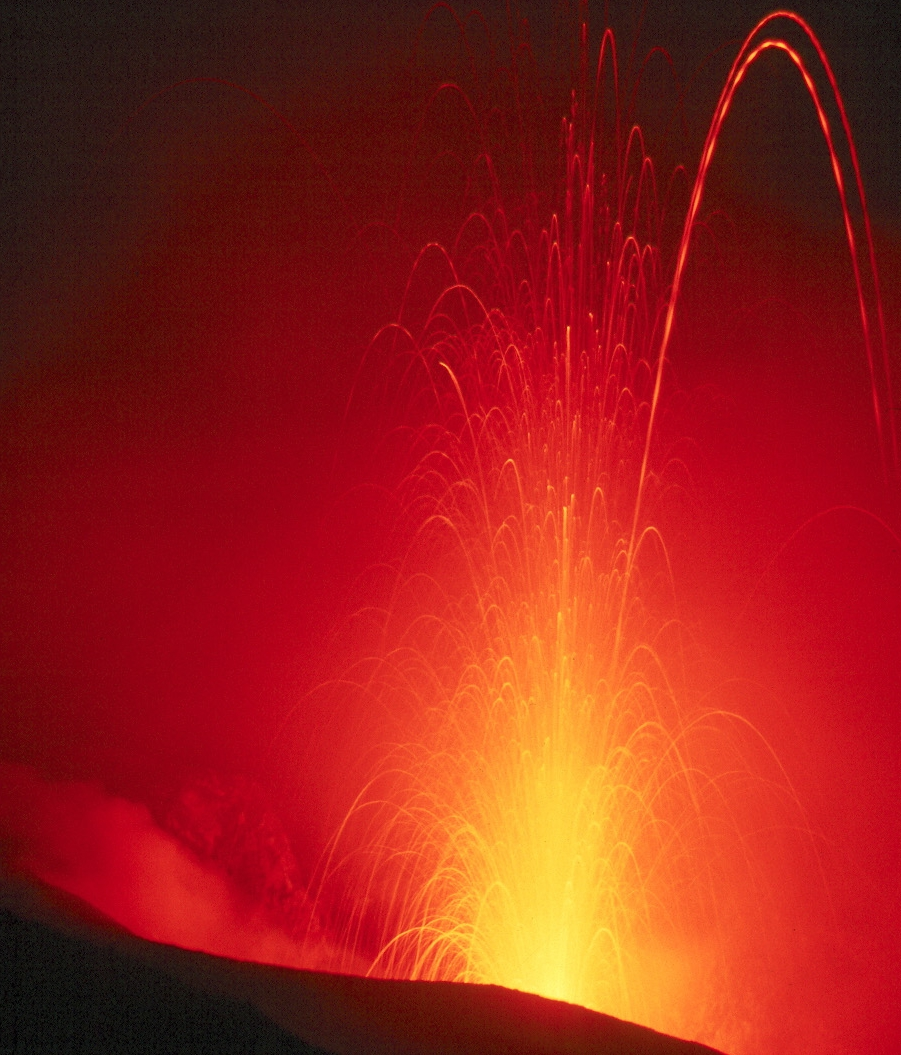
同島のストロンボリ式噴火(数秒の露出)
同島のストロンボリ式噴火
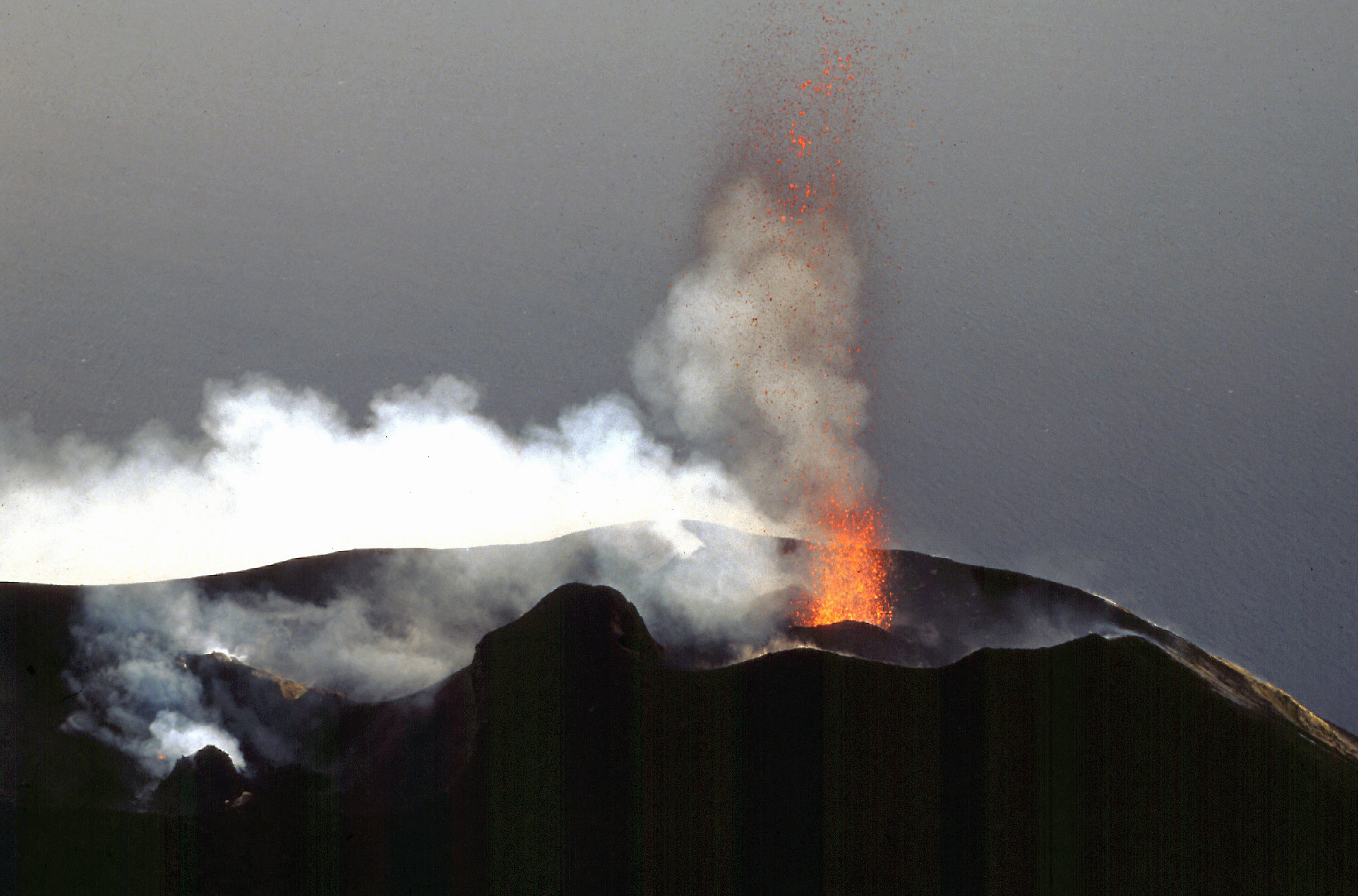
1990年
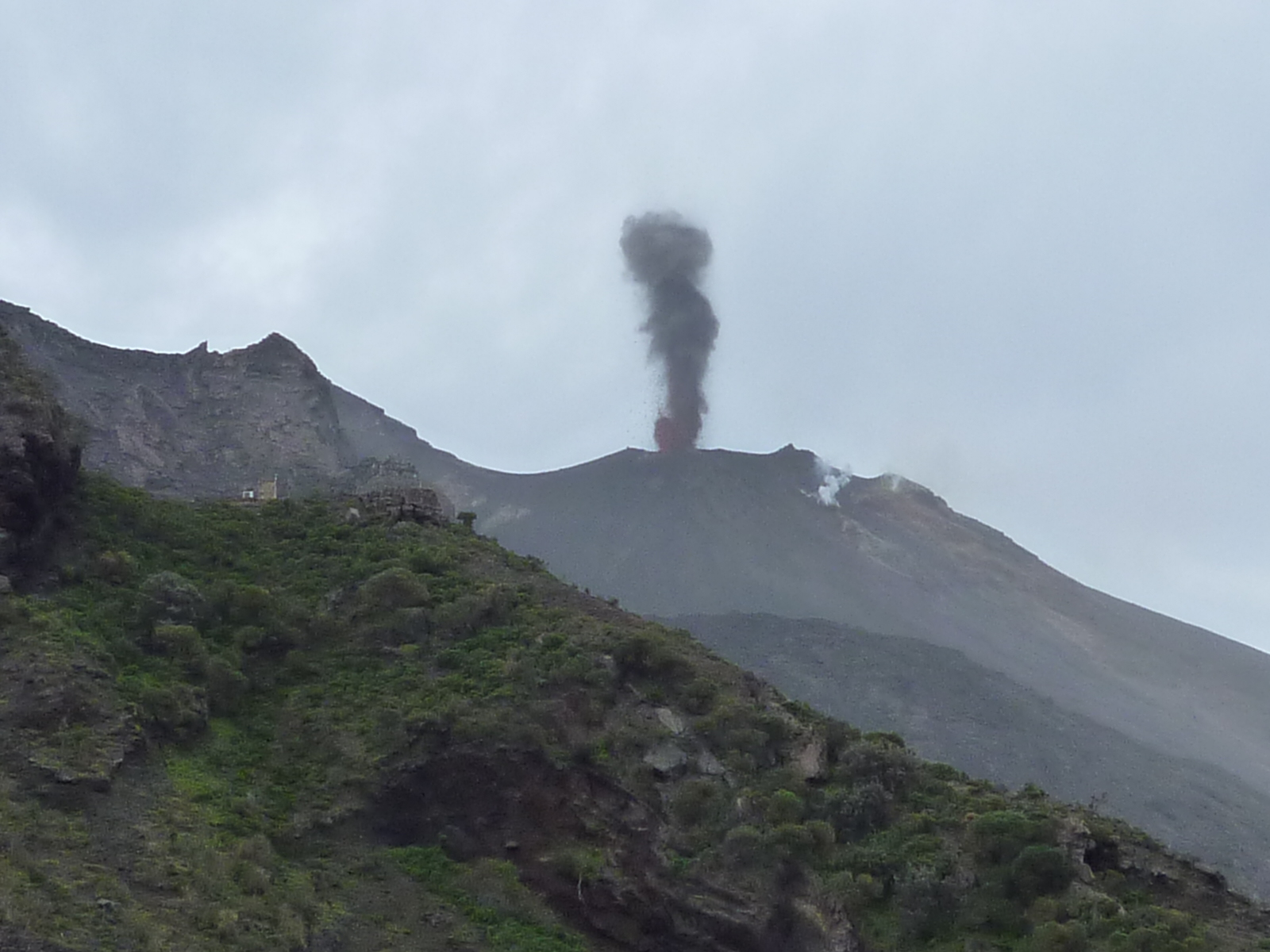
2013年

## 創作物
ジュール・ヴェルヌは1864年に出版した小説『地底旅行』において地底からの脱出口をストロンボリに設定した。1950年に、この島を舞台にした映画『ストロンボリ』（Stromboli, terra di Dio）がイングリッド・バーグマン主演、ロベルト・ロッセリーニ監督で撮影された。この時二人が滞在した家は現在も保存されている。

## 参考資料
- マウロ・ロッシ他著、日本火山の会訳『世界の火山百科図鑑』、柊風舎、2008年 ISBN 4903530159